# Luktelk
A Luktelk (magyarul: Várj!) a litván Silvester Belt dala, mellyel Litvániát képviselte a 2024-es Eurovíziós Dalfesztiválon Malmőben. A dal 2024. február 17-én, a litván nemzeti döntőben, az Eurovizija.LT-ben megszerzett győzelemmel érdemelte ki a dalversenyen való indulás jogát.

## Eurovíziós Dalfesztivál
2023. december 19-én vált hivatalossá, hogy az énekes dala is bekerült az Eurovizija.LT nemzeti döntő mezőnyébe. A dal 2024. január 13-án megnyerte a dalválasztó műsor első elődöntőjét, így továbbjutott a döntőbe, ahol az első körben a szakmai zsűri, valamint a nézői szavazatok együttese alakította ki a végeredményt. Az ítészeknél a második, míg a közönség listáján az első helyet érte el, így bejutott a szuperdöntőbe, ahol a nézői szavazatoknak köszönhetően megnyerte a versenyt, és ez a dal képviselhette Litvániát az Eurovíziós Dalfesztiválon.
A dalfesztivál előtt Stockholmban, Madridban, Barcelonában, Londonban és Amszterdamban eurovíziós rendezvényen népszerűsíti versenydalát.
A dalt először a május 7-én rendezendő első elődöntőben fellépési sorrendben harmadikként adták elő, a Szerbiát képviselő Teya Dora Ramonda című dala után és az Írországot képviselő Bambie Thug Doomsday Blue című dala előtt. Az elődöntőből negyedik helyezettként továbbjutott a május 11-i döntőbe, ahol fellépési sorrendben hetedikként lépett fel, az Izraelt képviselő Eden Golan Hurricane című dala után és a Spanyolországot képviselő Nebulossa Zorra című dala előtt. A zsűri szavazáson a tizenhetedik helyen végzett 32 ponttal, míg a nézői szavazáson a tizedik helyen végzett 58 ponttal, így összesítésben 90 ponttal a verseny tizennegyedik helyezettje lett.
A következő litván induló a Katarsis Tavo akys című dala volt a 2025-ös Eurovíziós Dalfesztiválon.

## Dalszöveg
| Ar aš vis dar gyvas? Ar tebepažįsti mane? Saulė nepakyla Pasakyk ar liksi šalia Luktelk luktelk, dar vieną minutę luktelk – A dal refrénje litvánul | Még mindig élek? Felismersz engem? Nem kel fel a Nap Mondd, mellettem fogsz állni? Várj még, várj még, várj még csak egy percet – A dal refrénje magyarul |

## Galéria

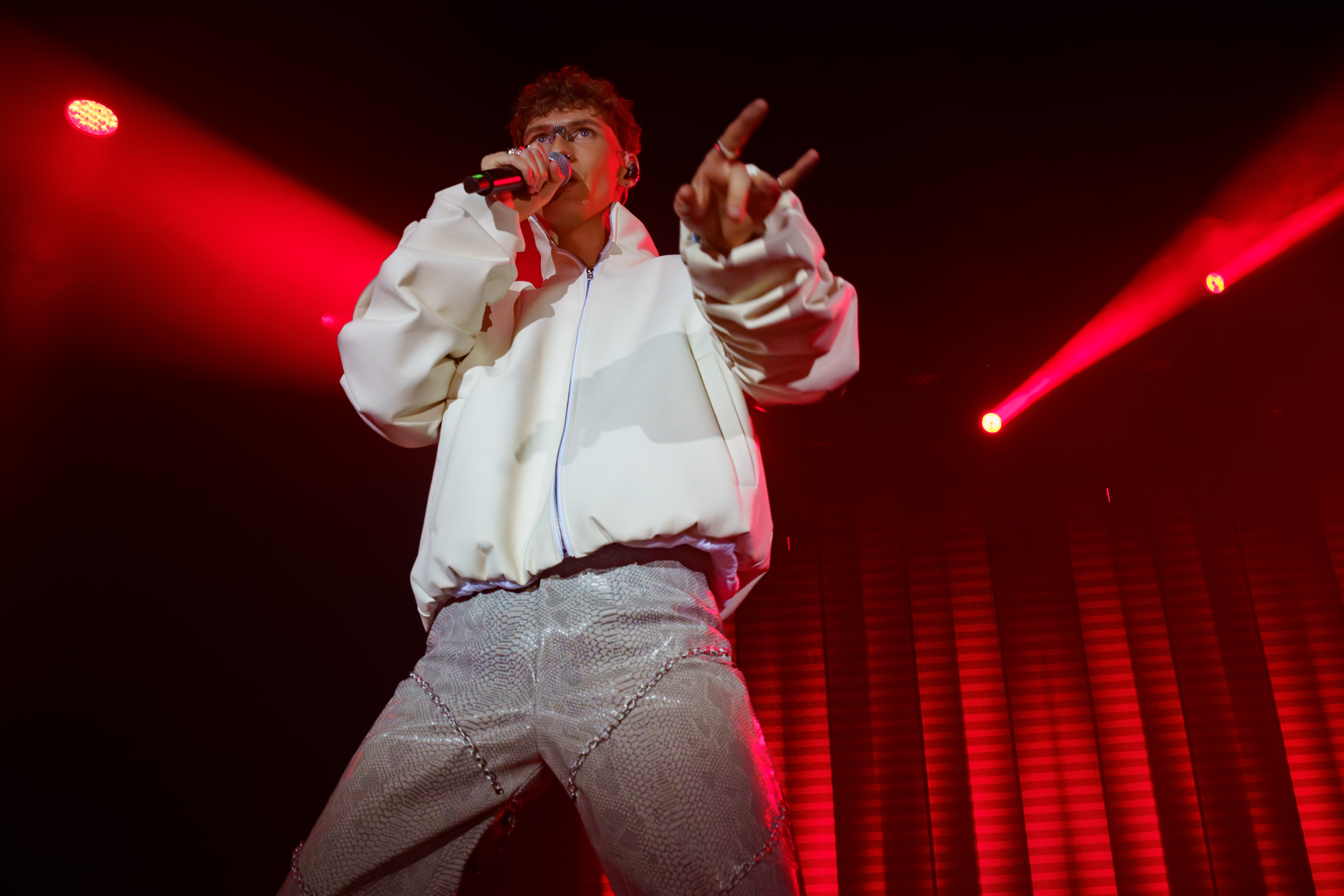
A madridi Eurovíziós partin
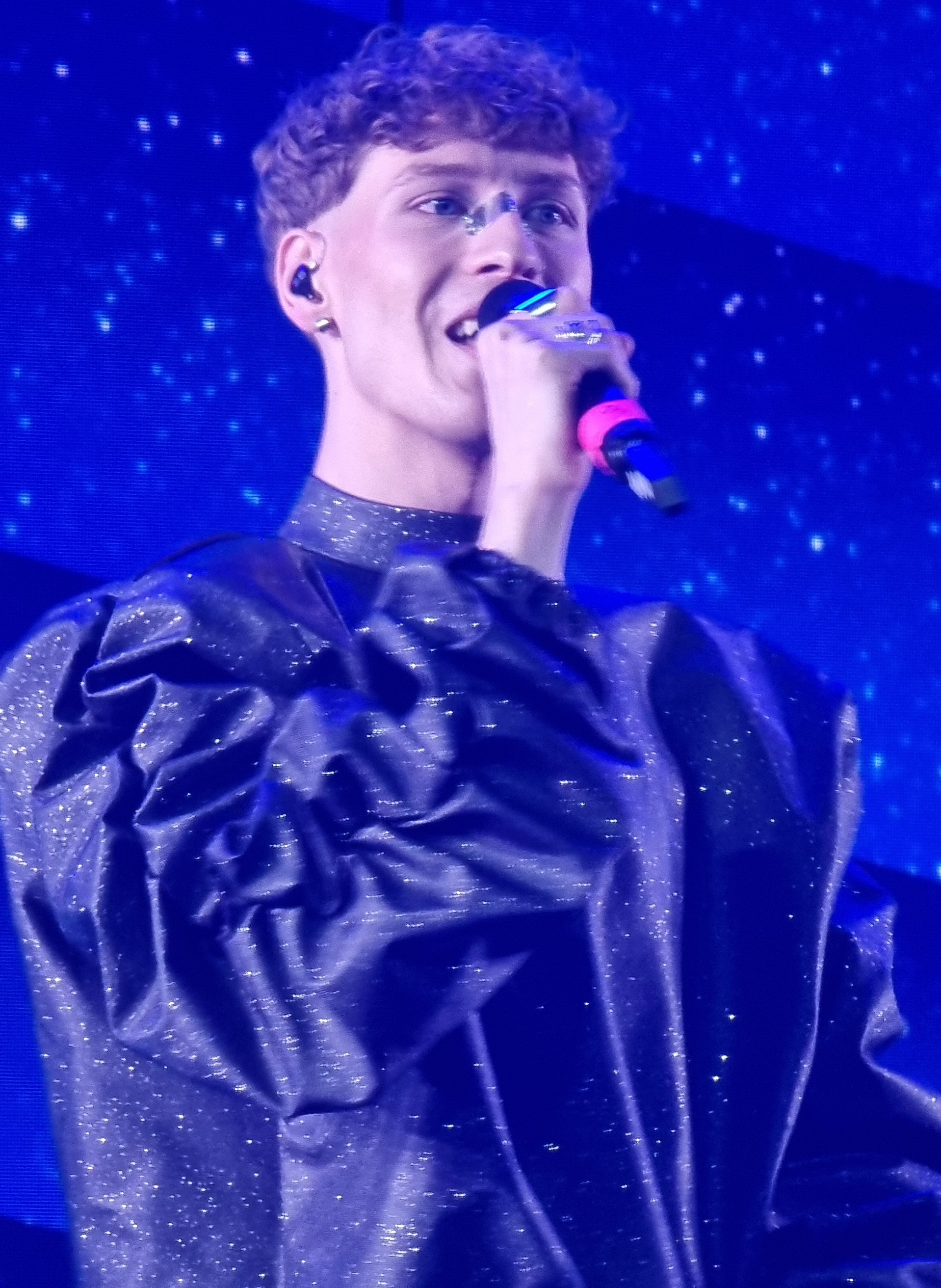
Az amszterdami Eurovíziós partin
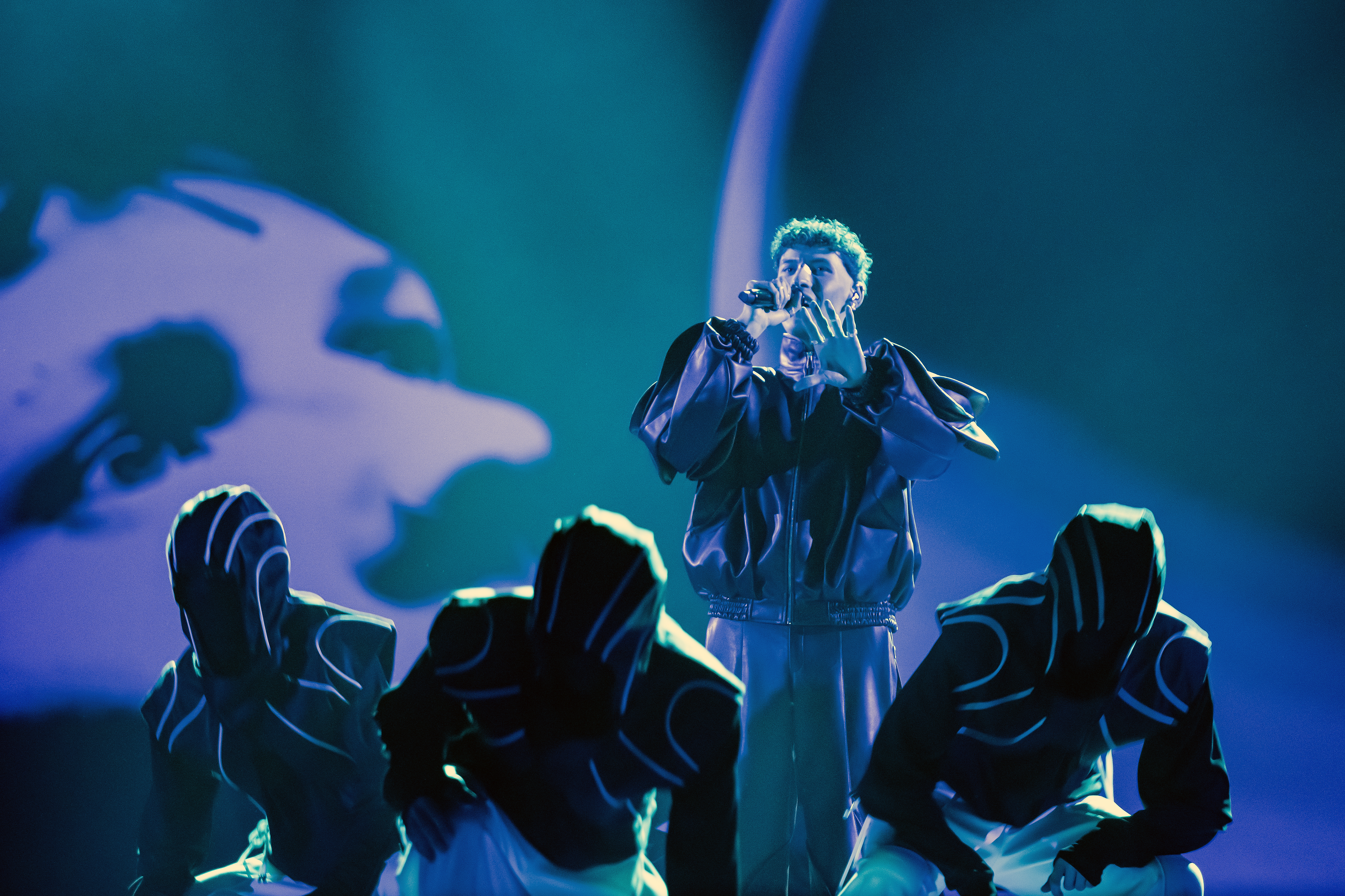
Az elődöntőben
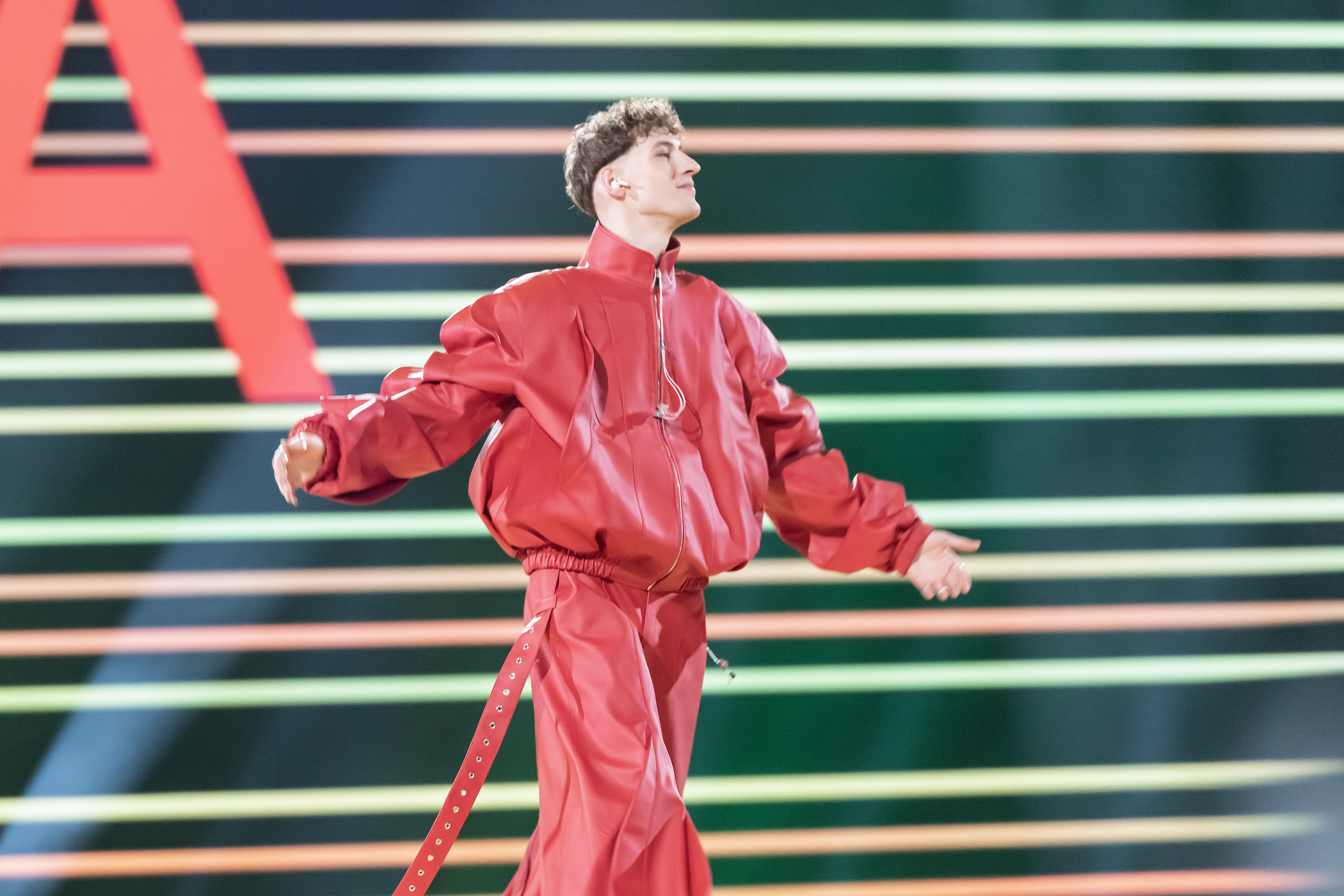
A döntő bevonulásán
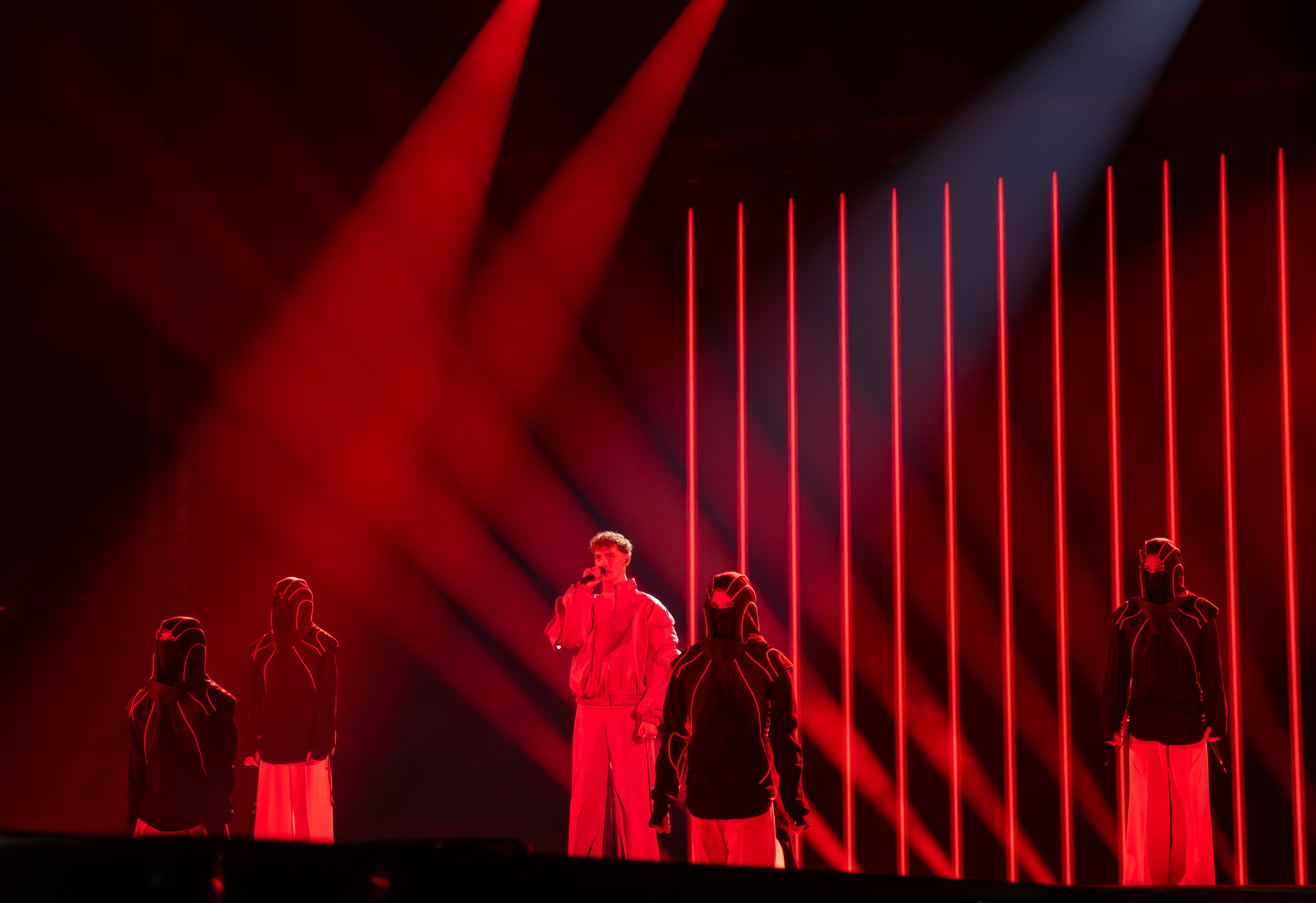
A döntőben